# Lithocarpus sundaicus
Lithocarpus sundaicus är en bokväxtart som först beskrevs av Carl Ludwig von Blume, och fick sitt nu gällande namn av Alfred Rehder. Lithocarpus sundaicus ingår i släktet Lithocarpus och familjen bokväxter. Inga underarter finns listade.